# Saute ma ville
 (juillet 2025).
Pour plus de détails, voir Fiche technique et Distribution.
Saute ma ville est un court-métrage belge réalisé par Chantal Akerman, sorti en 1968.

## Synopsis
Une jeune femme rentre chez elle, s'enferme dans la cuisine, agit de façon de plus en plus incohérente jusqu'à faire sauter l'appartement.

## Fiche technique
- Titre français : Saute ma ville
- Réalisation : Chantal Akerman
- Scénario : Chantal Akerman
- Photographie : René Fruchter
- Montage : Geneviève Luciani
- Pays d'origine :  Belgique
- Langue originale : français
- Format : noir et blanc — 35 mm — 1,37:1 — son Mono
- Genre : drame
- Durée : 13 minutes
- Date de sortie : 
  - Belgique : 1968

## Distribution
- Chantal Akerman : la jeune femme